# Vasily Rozhdestvensky

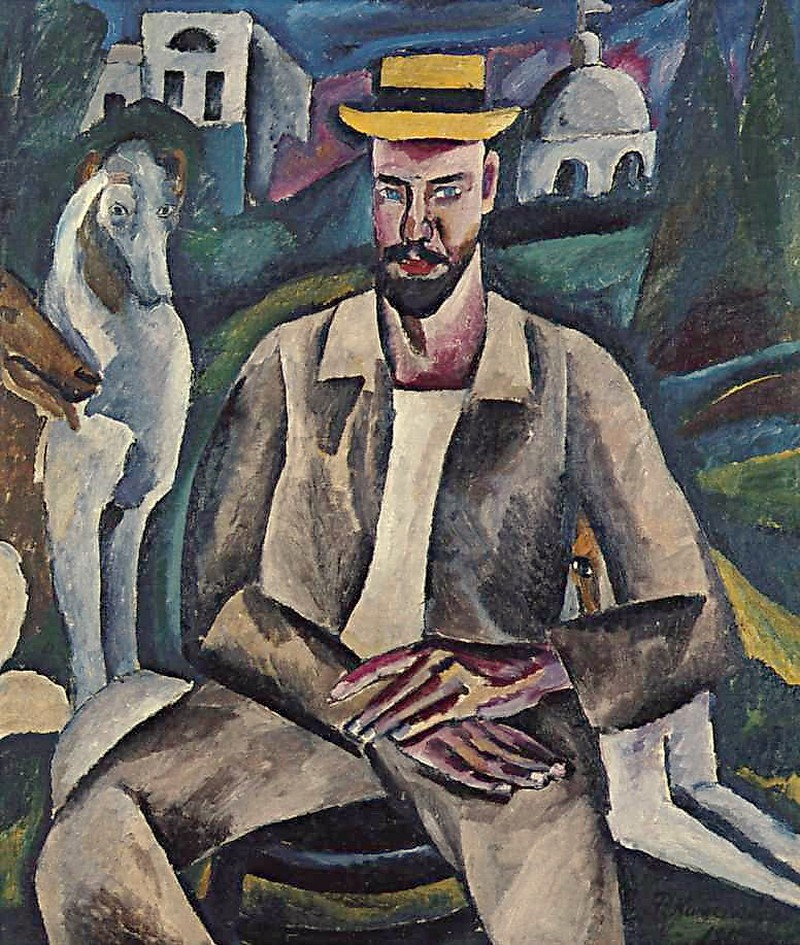
Retrato de Rozhdestvensky por Konchalovsky

Vasily Vasilyevich Rozhdestvensky(em russo: Василий Васильевич Рождественский; 12 de maio de 1884 – 20 de maio de 1963) foi um pintor, designer gráfico, cenógrafo e professor de arte russo. Foi membro do grupo de vanguarda Valete de Diamantes e Sociedade Moscovita de Artistas (OmKh). É considerado um dos importantes pintores modernistas russos do século XX.

## Vida e carreira
Vasily Rozhdestvensky nasceu em Tula, na família de um padre ortodoxo russo, tal como o seu colega Aristarkh Lentulov do Valete de Diamantes. Começou a estudar na Escola Teológica de Tula (1896-1900), mas a propensão para a pintura fê-lo abandonar a escola teológica e ir para Moscovo em 1900 para estudar na Escola de Pintura, Escultura e Arquitetura de Moscovo. A sua família ficou profundamente chocada com esta mudança repentina e recusou-se a apoiar Rozhdestvensky, pelo que, a princípio, sentiu uma necessidade extrema. Os estudos de arte foram interrompidos pela Primeira Revolução Russa de 1905, quando Moscovo foi cercada por barricadas e submetida à lei marcial, e todas as escolas foram encerradas. Rozhdestvensky teve de regressar a Tula - apenas para descobrir que toda a sua família foi redicalizada após a morte prematura do seu pai sacerdotal, com todos os seus irmãos e até irmãs envolvidos na luta clandestina contra o regime czarista do Império Russo, quer como sociais-democratas, quer como membros do Partido dos Socialistas-Revolucionários. 
Pertencendo a uma família assim, quase não teve outra escolha senão participar em protestos e manifestações de rua na sua cidade natal, Tula. No meio das manifestações revolucionárias, os Rozhdestvensky fizeram uma viagem quase anedótica para ouvir Leo Tolstoy pregar na sua propriedade próxima em Yasnaya Polyana, viajando até lá com uma bomba pimitiva artesanal que eles próprios conseguiram montar para acelerar a chegada do novo sistema social. No entanto, a bomba era demasiado primitiva para explodir, enquanto a pregação de Tolstoi sobre mudanças não violentas ao estilo de Mahatma Gandhi forçou os revolucionários a livrarem-se do dispositivo explosivo defeituoso imediatamente após ouvirem a sua palestra. Esta vigorosa actividade de Rozhdestvensky atraiu a atenção da polícia, que o enviou para a prisão de Tula, juntamente com os outros membros da sua família revolucionária. Em 1907, foi libertado devido à amnistia declarada pelo Imperador Nicolau II, podendo retomar os seus estudos. Nas suas memórias, observou: "Tendo pago o meu amor à liberdade com prisão, tendo cumprido pena atrás das grades, voltei-me novamente para a minha amada arte, continuando os meus estudos na Escola de Pintura de Moscovo."
A revolução política na Rússia foi reprimida, mas mesmo assim espalhou-se para a esfera da arte. Os mentores de Rozhdestvensky, Konstantin Korovin e Valentin Serov levaram-no aos luxuosos palácios de Sergei Shchukin e Ivan Morozov, onde os alunos conheceram a maior coleção de pintores franceses modernos fora de França - com as telas emblemáticas de Auguste Renoir, Henri Matisse, Paul Gauguin, Paul Cezanne, Pablo Picasso, Henri Rousseau, André Derain. A revelação da arte moderna francesa causou um profundo choque em Rozhdestvensky e mudou completamente o seu estilo artístico. Conheceu outros alunos da Escola de Pintura que também adotaram as últimas tendências artísticas, como Mikhail Larionov, Natalia Goncharova, Pyotr Konchalovsky, Ilia Mashkov, Robert Falk, Aleksandr Vasilevich Kuprin (pintor). A descoberta da arte francesa e a amizade com estes artistas de vanguarda moldaram o futuro destino de Rozhdestvensky. 
Valentin Serov que começou a sua carreira a pintar retratos reais do czar Nicolau II e de membros da sua família, sentiu-se frustrado pela cruel repressão da revolução de 1905 e pela crescente reacção. A gota de água foi a recusa da Escola de Pintura em admitir como aluna a talentosa escultora Anna Golubkina que distribuiu panfletos social-democratas e esculpiu o primeiro busto de Karl Marx na Rússia. Em 1909, Serov deixou a escola, e pouco depois a administração escolar decidiu limpar as suas fileiras, afastando os mais notórios arruaceiros, os rebeldes cezanneístas que perturbavam a atmosfera serena e rosada da antiga academia com as suas ousadas experiências no espírito do fauvismo e do cubismo. Os exilados foram Mikhail Larionov, Pyotr Konchalovsky, Robert Falk, Aleksandr Vasilevich Kuprin (pintor) e Vasily Rozhdestvensky, expulsos em 1909 por violação da disciplina. Logo, Ilia Mashkov foi também expulso, oficialmente por não pagar as propinas, mas, segundo o artista, pela sua inovação na pintura. 
No entanto, a vergonhosa expulsão da alma mater não foi o princípio do fim, mas o caminho para a fama e o reconhecimento de jovens artistas ousados. Privados de todo o apoio e abandonados à sua sorte, eles, pelo contrário, sentiam que os seus poderes criativos tinham sido libertados, pois agora já não dependiam de tudo o que até então os acorrentava e atrapalhava. Decidiram então fazer um movimento ousado, proclamando a criação de um novo estilo na pintura russa e declarando-se apóstolos desse novo estilo. Como eram rejeitados oficialmente perseguidos, uniram-se num grupo com o nome provocatório Valete de Diamantes, que foi inventado por Mikhail Larionov e Aristarkh Lentulov, que na tradição clássica russa significava rebelião, desobediência, desafio e audácia da juventude - e este grupo estava destinado a tornar-se o fenómeno mais marcante e significativo da pintura russa do século XX. 
Pyotr Konchalovsky tornou-se presidente do “Valete de Diamantes”, Ilia Mashkov - secretário, Aleksandr Vasilevich Kuprin (pintor) - tesoureiro, Rozhdestvensky - membro do conselho. A primeira exposição foi realizada de 10 de dezembro de 1910 a 16 de janeiro de 1911, e contou ainda com Natalia Goncharova, Kazimir Malevich, Wassily Kandinsky, pinturas cubistas francesas de Henri Le Fauconnier, André Lhote, Albert Gleizes e Jean Metzinger. Os contemporâneos chamaram-lhe "uma exibição de loucura", a primeira "bofetada na cara do gosto do público" - o que se tornou a razão da popularidade e posterior fama dos artistas. 

## Estudar a arte francesa no seu coração
A expulsão dos artistas da Escola de Pintura fez com que perdessem o adiamento do serviço militar, pelo que Rozhdestvensky foi enviado para Mozhaisk para ser treinado como oficial de artilharia. Isso aproximou-o ainda mais de Konchalovsky, que passou pelo mesmo treino lá. À noite, Konchalovsky contava a Rozhdestvensky os seus estudos em Paris, na Académie Julian, juntamente com Albert Gleizes, e como encontrou o seu próprio caminho na arte quando chegou a França em 1907 e ficou cativado por Paul Cézanne e Vincent van Gogh e decidiu basear-se nas suas descobertas.
Quando completaram o seu treino militar e se tornaram subtenentes da reserva de artilharia, Rozhdestvensky e Pyotr Konchalovsky foram juntos para França e depois para Itália, onde pintaram vistas de Cassis e Siena lado a lado. Rozhdestvensky viajou também com Ilia Mashkov para o Mónaco, Suíça, Liechenstein e o Império Alemão. 

## A Primeira Guerra Mundial

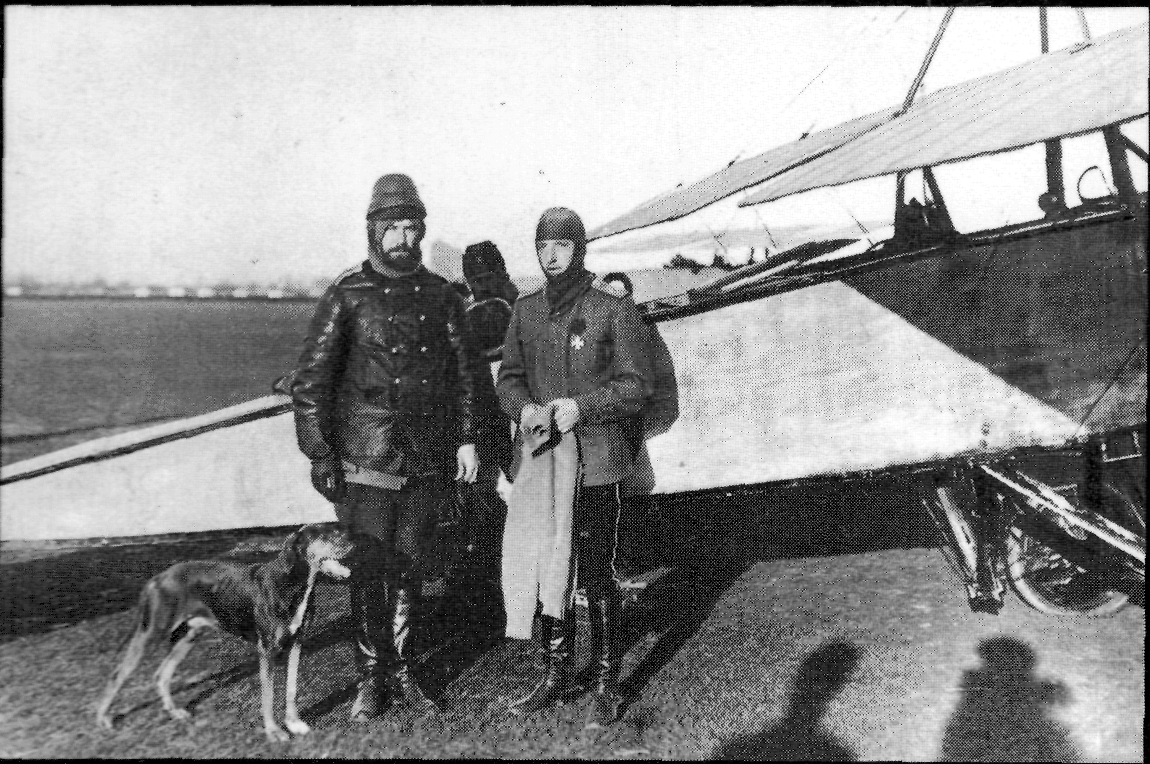
Rozhdestvensky À frente com avião

No início da Primeira Guerra Mundial, em 1914, Rozhdestvensky foi convocado para o serviço militar na artilharia e combateu de 1914 a 1917 – mais tempo do que qualquer outro dos seus colegas artistas. Combateu com o Corpo Siberiano na Prússia Oriental em 1914, em 1916 participou no ataque do General Brusilov perto de Zborov. Teve sorte em não ficar gravemente ferido, mas quando foi desmobilizado em 1917, viu-se numa situação totalmente diferente como pintor. Como artista, tinha abandonado parcialmente a vida artística, embora esta tivesse evoluído rapidamente, e a Revolução de Outubro de 1917 destruiu todos os antigos alicerces da sociedade. 
No entanto, as antigas ligações que tinha cultivado com a parte mais radical do Valete de Diamantes resultaram. Kazimir Malevich, Vladimir Tatlin, Wassily Kandinsky e Robert Falk foram eleitos para a secção de Pintura do Departamento de Artes Visuais do Ministério da Cultura Soviético.
Rozhdestvensky foi incluído na lista dos 38 melhores pintores russos cujas telas foram selecionadas para adornar as paredes dos novos Museus de Cultura da Pintura estabelecidos em todo o país com o objetivo de familiarizar o povo soviético com os melhores exemplos de arte progressiva. 

## Viajar para a Ásia Central e Norte da Rússia
No entanto, no fundo, Rozhdestvensky tinha uma forte premonição de que o triunfo da arte moderna e da liberdade artística concedida imediatamente após a revolução não seria duradouro, e que os tempos realmente difíceis ainda estavam por vir. Quando as autoridades iniciaram a sua cruzada contra a "arte formalista", Rozhdestvensky e a sua mulher, a folclorista e antropóloga Natalia Rozhdestvenskaya decidiram envolver-se numa espécie de escapismo - viajaram muito pelo país, visitando a Crimeia, o Cáucaso, a Carélia, a Ásia Central, os Montanhas Altai e, desde a década de 1930, a região de Archangelsk, a costa do Mar Branco e o rio Pinega. Pintou estas aldeias e paisagens naturais, e a sua esposa, como etnógrafa, escreveu contos, folclore, canções e colecionou artigos domésticos rurais.  

## O último do “Valete de Diamantes”
Embora a sua própria estratégia de “reclusão calculada” tenha permitido a Rozhdestvensky escapar à perseguição, o artista não pôde permanecer indiferente ao assédio sistemático e à proibição virtual da profissão artística em relação aos seus amigos mais próximos - Alexander Osmerkin, Aleksandr Shevtchenko, Vladimir Tatlin 
Em 1947, Rozhdestvensky escreveu uma nota detalhada ao Secretário do Comité Central Andrei Zhdanov, que Estaline tinha nomeado para ser o responsável pela cultura soviética, na qual insistia que classificar os artistas de vanguarda russos e os cezannistas como correntes burguesas hostis que precisavam de ser erradicadas era um erro trágico, e que todos estes artistas constituíam uma época de ouro na história da pintura nacional.
Rozhdestvensky fez uma nova tentativa de restaurar o bom nome da vanguarda russa após a morte de Estaline em 1953. No ano seguinte, 1954, escreveu cartas detalhadas e fundamentadas ao chefe de Estado formal Kliment Vorochilov, ao Ministro da Cultura Panteleimon Ponomarenko, aos membros do Politburo Georgy Malenkov, Anastas Mikoyan, nas quais apelou ao abandono da perseguição aos artistas de vanguarda e à sua colocação no campo dos artistas "párias", para travar os ataques aos artistas formalistas e às suas obras, e apontou o destino trágico dos artistas formalistas, que de facto deram um contributo excepcional à arte nacional. Após a mudança tectónica na política e cultura soviéticas que ocorreu em 1956, após o 20º Congresso do Partido e o "Discurso Secreto" de Khrushchev, denunciando Estaline, a antiga liderança reacionária da União dos Artistas de Moscovo foi rejeitada pela assembleia geral dos artistas de Moscovo, e Rozhdestvensky e Falk foram eleitos para o novo conselho da União dos Artistas Soviéticos de Moscovo em outubro de 1956. Para Rozhdestvensky, esta tornou-se uma forma de restaurar o bom nome dos seus colegas no "Valete de Diamantes", reabilitar a sua arte e fazer com que as suas obras anteriormente proibidas fossem mostradas a um público mais vasto. Rozhdestvensky sabia que tinha de se apressar porque depois de Aristarkh Lentulov ter morrido em 1943, Ilia Mashkov em 1944, Aleksandr Shevtchenko em 1948, Alexander Osmerkin e Vladimir Tatlin em 1953, Pyotr Konchalovsky em 1956, Robert Falk em 1958, Aleksandr Vasilevich Kuprin (pintor) em 1960, Natalia Goncharova em 1962, foi o último membro vivo do Valete de Diamantes que restava na Rússia. Lutou pela memória dos seus colegas como um verdadeiro cavaleiro, e as suas memórias “Notas de um Artista”, que ele vinha escrevendo durante as últimas décadas da sua vida e que foi publicado dois meses após a sua morte, são um testemunho disso. 

## Ecrãs selecionadas

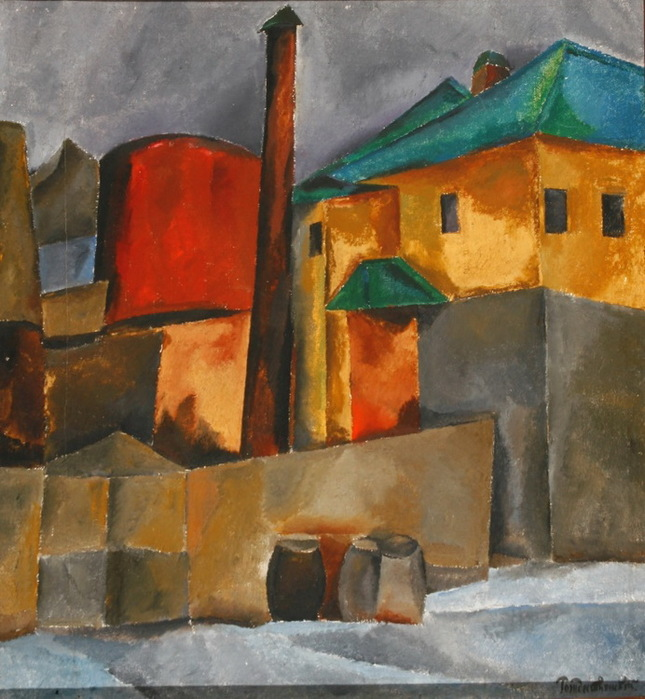
"Paisagem provinciana" (1910)
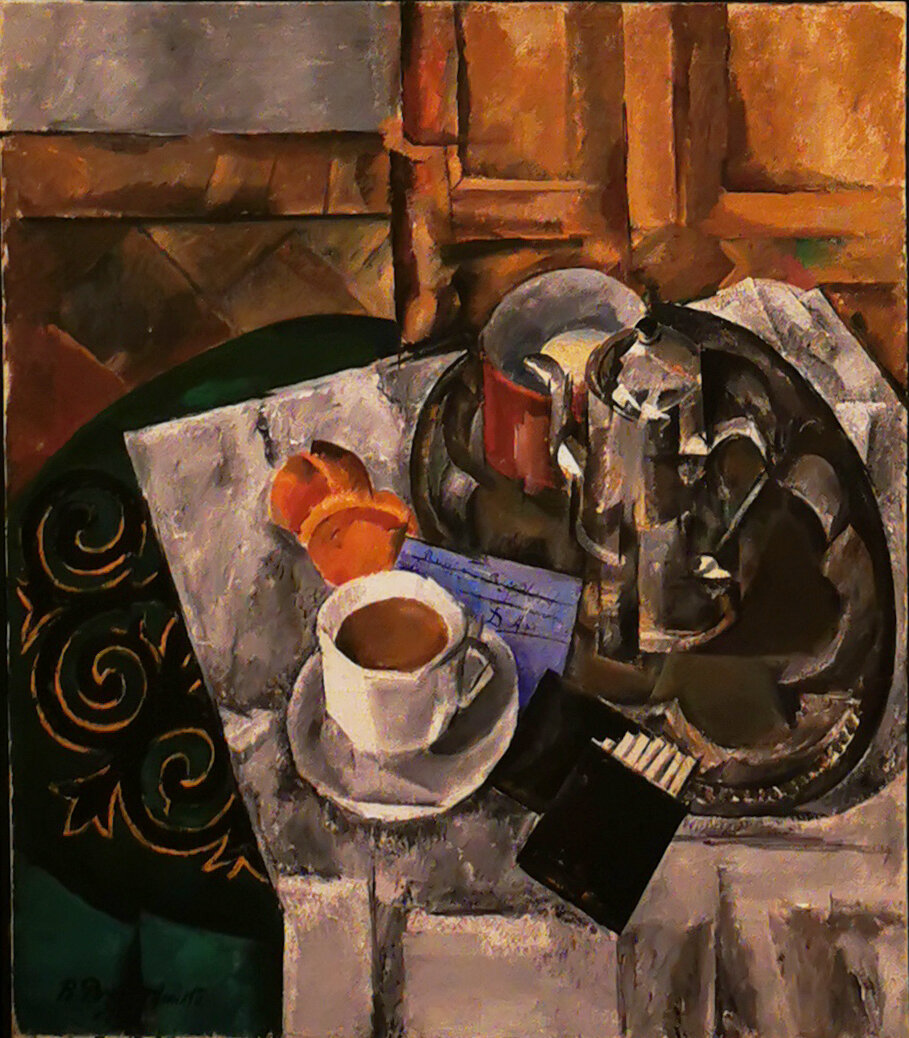
"Natureza morta com cafeteira e chávena" (1913)
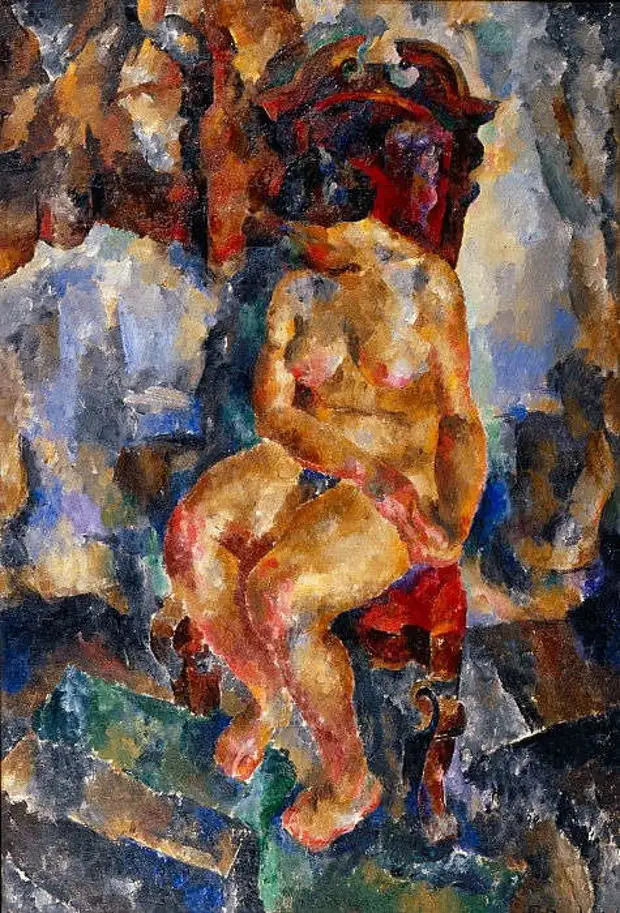
"Nu sentado" (1910)
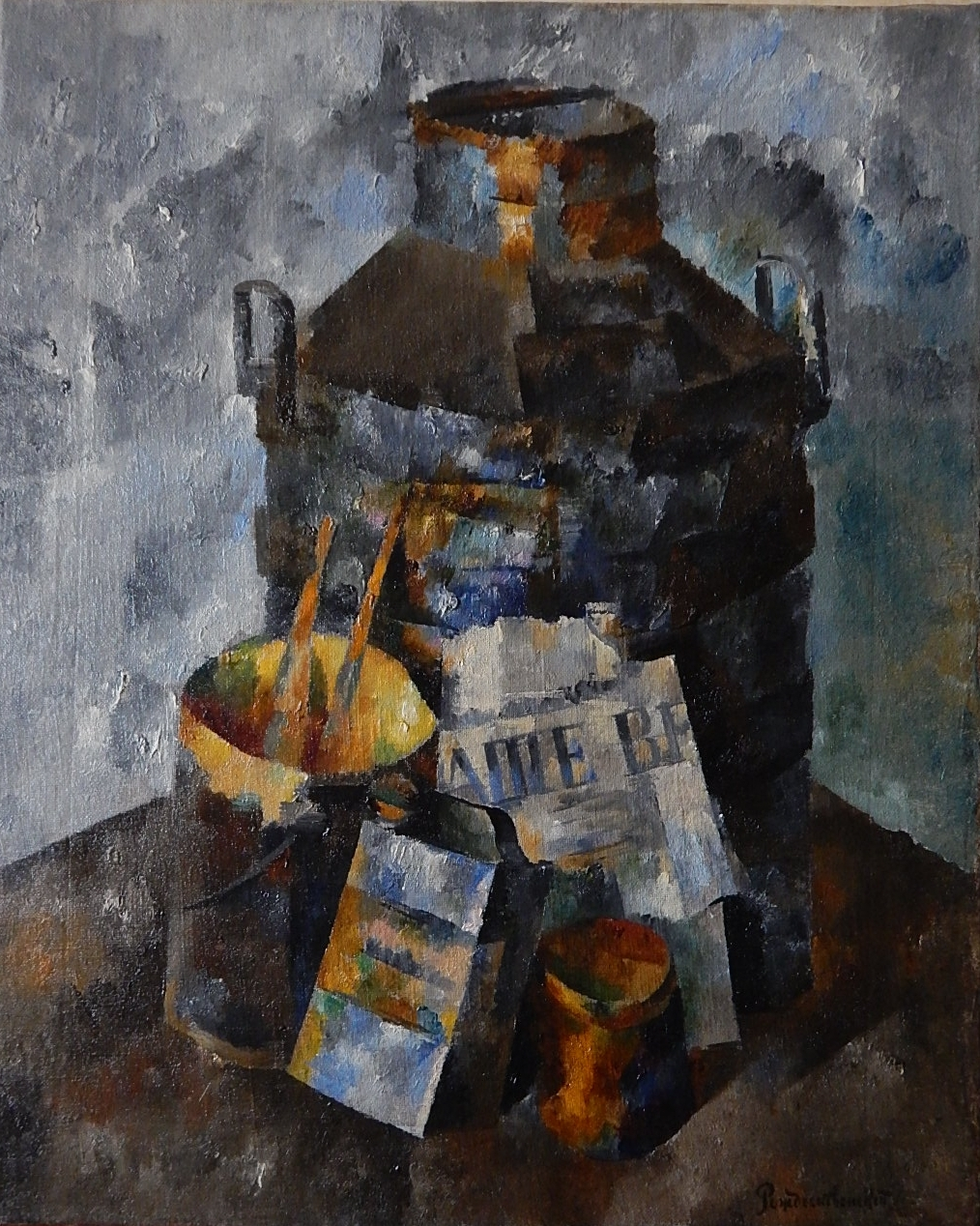
"Natureza morta com lata e cores" (1917)
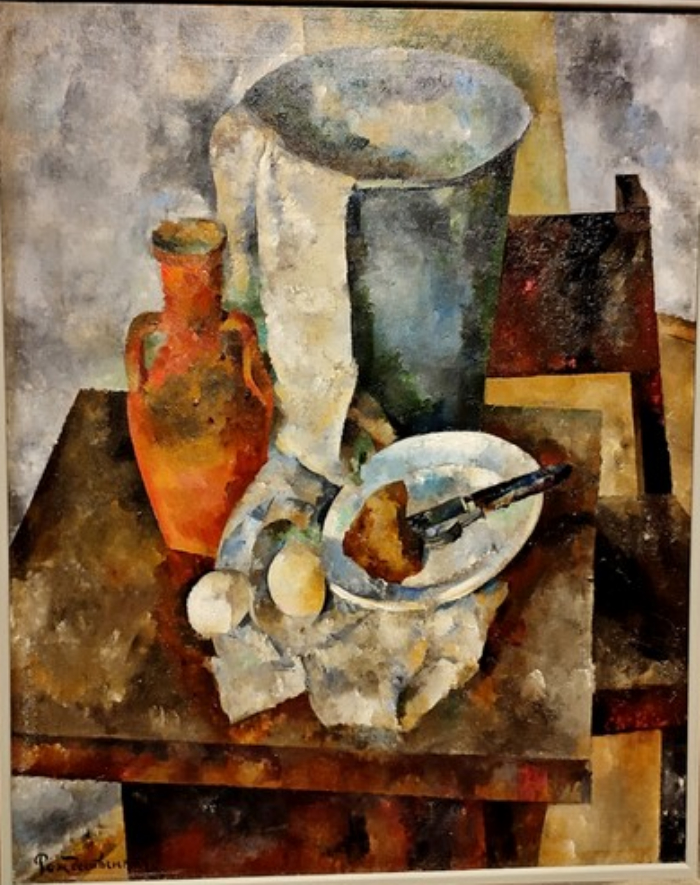
"Batata e Jarro" (1921)
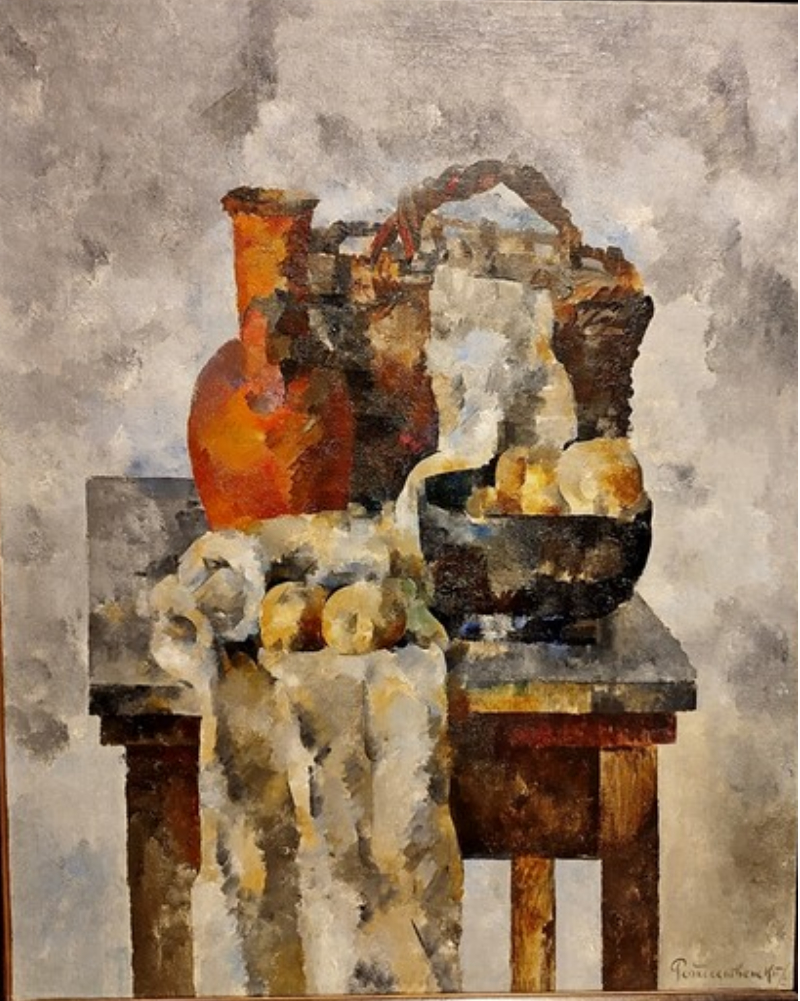
"Natureza morta com jarro de barro" (1921)
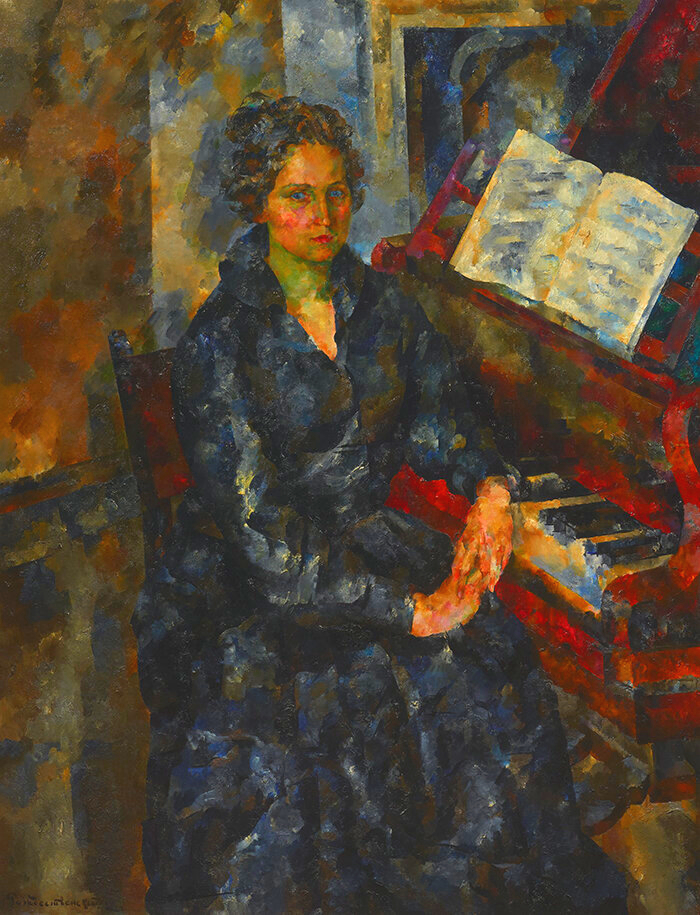
"Portrait of the artist's wife Natalia Ivanovna" (1922)